# 월간중앙
《월간중앙》(月刊中央)은 대한민국의 시사 월간지이다. 1968년 중앙일보 사에서 최초로 발간하였으며 창간사에서 "겨레에 힘이 되고, 피가 되고, 살이 되기 위하여, 그리고 희망과 용기를 주기 위하여 격조있는 재미를 추구하겠다"는 선언을 하기도 했다.

## 개요
1968년 중앙일보사에서 최초로 창간한 시사 월간지로 정치, 경제, 사회, 인문, 문화 등 각 분야를 토대로 잡지 내용을 기조로 하였으며 1978년부터 정부에 의해 중도 정간 및 휴간 조치를 당한 적이 있었다.
1980년 전두환 신군부에 의해 7월호를 끝으로 폐간되었다가 1987년 6·29 선언 및 1988년 2월에 노태우 정부 출범과 함께 복간되었다. 1995년 6월에 제호를 《시사월간 WIN》으로 변경하고 1999년 '중앙일보 J&P'라는 별도 출판법인으로 독립하여 1999년 3월호부터 현재의 제호로 변경하였다. 경쟁지이자 한자 로고를 쓰고 있는 월간조선이나 신동아와는 달리 젊은층의 감각과 성향에 맞게 한글 로고를 사용하는 것이 특징이며 책 사이즈도 세로상의 두께가 두꺼운 이들 잡지와는 달리 세로상으로는 길게 되어 있는 것이 특징이다.
현재 편집장은 유길용이며 발행인은 박장희다.

## 연혁
- 1968년 - 중앙일보 사가 시사 월간지로 창간.
- 1978년 - 3개월 정간, 1979년 속간.
- 1980년 7월 - 전두환 신군부의 정기 간행물 등록 취소에 따라 폐간.
- 1988년 2월 - 현재의 제호로 복간.
- 1995년 6월 - 《시사 월간 WIN》으로 제호 변경.
- 1999년 - 현재의 제호로 변경, 《중앙일보 J&P》라는 독립법인으로 분리
- 2003년 - 중앙일보 J&P가 중앙일보 시사 미디어로 발행사 변경

## 같이 보기
- 중앙일보
- 중앙일보S